# 比利亚德尔雷
比利亚德尔雷，是西班牙埃斯特雷马杜拉卡塞雷斯省的一个市镇。总面积57平方公里，总人口153人（2001年），人口密度3人/平方公里。